# The Boy Who Heard Music
The Boy Who Heard Music es una obra de rock del músico británico Pete Townshend. La obra comenzó como una novela digital publicada periódicamente a través de su blog entre 2005 y 2006, en el cual el propio músico interactuaba con los lectores. El trabajo fue posteriormente adaptado como ópera rock en el sencillo Wire & Glass.

## Novela

### Argumento
La historia cubre un periodo en la vida de tres niños de diferentes etnias que crecen, forman una banda y desarrollan el concepto Gridlife del músico Ray High, un personaje que Townshend presentó en su álbum Psychoderelict. High es el narrador de la historia, que comienza en 2005, con el viejo Ray High recluido en una institución mental de Londres. El autor se encuentra en un plano existencial alternativo llamado In the Ether y mirando atrás en el tiempo. Los personajes jóvenes son Gabriel, que "puede oír música", Josh, que "puede oír voces", y Leila, que "puede volar". Los tres viven en el mismo vecindario pero son de diferentes religiones: Gabriel es cristiano, Josh es judío y Leila es musulmana.
Ray High y Damoo, padre de Leila, han estado en una asociación llamada BBZee Studios. Como niños, Gabriel, Josh y Leila presentan una obra en el estudio que implica la muerte de Simon, el tío de Josh, y su ascenso al cielo. Los niños se muestran interesados en Ray y en su banda tras ver viejas cintas de un concierto, y forman su propio grupo, llamado The Glass Household, basado en anotaciones de Ray. Los seguidores suelen referirse al grupo como "Glass", que se convierte en un éxito bajo la representación de Rastus, el representante de Ray (también presente en Psychoderelict) y su compañía PlusBond. El contrato del grupo pone a Leila al frente de la distribución de la música de la empresa, y usa su situación para hacer realidad la idea de Ray sobre el "Grid".
Por su parte, los dos chicos compiten por el afecto de Leila, y al final se casa con Gabriel, quien encuentra dificultadres para satisfacerla. Gabriel se convierte en un alcohólico, en un adicto a las webs porno y al voyeurismo, y la prensa publica que mantiene relaciones tanto con hombres como con mujeres. Al buscar su propio nombre en la red, Gabriel descubre fotografías de sí mismo sufriendo acoso sexual cuando era niño. Cuando Gabriel deja a otra mujer embarazada, Leila lo abandona e inicia una relación con Josh. El hijo de Gabriel muere en un accidente de tráfico, y el dolor de Gabriel se utiliza como motivo de por qué no participa en un concierto de reunión de Glass en Nueva York, aunque en realidad él y los otros miembros de Glass están involucrados en luchas por controlar los derechos de su música.
Posteriormente, se presenta a Gabriel como un roquero envejecido y alcohólico viviendo en la vieja casa de Ray High cuando Josh aparece. Debido a que Gabriel ha restringido el uso de la música de Glass, Josh se encuentra sin dinero, y solicita a Gabriel que le permita usar la música de Glass para hacer un concierto. Gabriel accede, y el grupo viaja por separado a Nueva York, donde el concierto tendría lugar. Gabriel conoce una mujer en el Ritz Carlton, donde oye gritar a niños. Al abrir la ventana del hotel, escucha todas las tragedias que suceden en las calles de Nueva York. 
El concierto tiene lugar en Central Park con varias bandas participando en un programado Method que produce música individual para los miembros del público, los cuales, al combinarse, consiguen el sonido del océano. Mientras tanto, Ray ve el concierto desde su viejo estudio en Isleworth, conectado a la institución mental. Al concluir el concierto, Josh arrebata la pistola a un guardia de seguridad y dispara a Gabriel. A continuación, aparece una escalera con ángeles y demonios, y Gabriel asciende, lo cual se refleja en la escalera del estudio donde los niños solían jugar años antes.
Los pasos de los niños llevan a un pub llamado The Black Hole. En una fiesta posterior al concierto, Gabriel entra en el pub y Ray asegura que no puede volver atrás porque ha atravesado The Mirror Door. Josh imagina a Gabriel en The Black Hole, "uniendo los fragmentos con la ayuda de un whisky". Josh y Leila toman te, y luego Leila abandona a Josh en su propia celda de la institución mental, solo con sus "voces".

### Análisis
Al igual que otras óperas musicales de Townshend, el material es autobiográfico, de modo que Ray High parece Townshend y las sucesivas historias de Glass dibujan paralelismos con The Who antes y después de la primera ruptura del grupo. Esta historia en particular parece además una continuación del material presente en Psychoderelict, usando varios personajes presentes en el mismo así la temática sobre el uso ilegal de Internet como un vehículo de distribución de material.
Con la publicación de Endless Wire, Townshend abrió una web llamada The Lifehouse Method, que creaba retratos musicales de los visitantes mediante una aplicación de software. Un equipo musical, que incluía al compositor Lawrencce Ball, intentó desarrollar estos retratos en composiciones mayores para un concierto o serie de conciertos, asemejándose con el Method descrito en la novela.

### Personajes
- Ray High: narrador y viejo músico
- Leila Irani: miembro de Glass
- Gabriel Pirelli: miembro de Glass
- Joshua Cass: miembro de Glass
- Victoria: fan de Glass
- Angie: fan de Glass, madre del hijo de Gabriel
- Dotty: amiga de Leila
- Phil: miembro de Glass
- Simon: tío de Josh
- Trilby: tío de Gabriel
- Myrna: hermana de Simon y madre de Josh
- Damoo: padre de Leila y representante de Ray
- Rastus Knight: mánager de Ray

## Mini-ópera

### Wire & Glass
La novela sirvió como base para la grabación de Wire & Glass, una miniópera de The Who que supuso el primer trabajo discográfico del grupo en 23 años. La miniópera fue publicada como un maxisencillo en julio de 2006, y posteriormente como parte central de Endless Wire, el primer disco de The Who desde It's Hard (1982). 
El maxisencillo incluyó las siguientes canciones:
- "Sound Round" - 1:22
- "Pick Up the Peace" - 1:28
- "Endless Wire" - 1:51
- "We Got A Hit" - 1:18
- "They Made My Dream Come True" - 1:13
- "Mirror Door" - 4:16

### Endless Wire
Endless Wire, publicado el 30 de octubre de 2006, incluyó la miniópera como parte central del disco, además de otras canciones vinculadas de un modo u otro al contenido lírico de la novela (señalados con un asterisco en la siguiente lista):
- "Fragments"* (Townshend, Lawrence Ball) – 3:58
- "A Man in a Purple Dress" – 4:14
- "Mike Post Theme" – 4:28
- "In the Ether"* – 3:35
- "Black Widow's Eyes" – 3:07
- "Two Thousand Years" – 2:50
- "God Speaks of Marty Robbins"* – 3:26
- "It's Not Enough"* (Townshend, Rachel Fuller) – 4:02
- "You Stand by Me" – 1:36

Wire & Glass:
- "Sound Round" – 1:21
- "Pick Up the Peace" – 1:28
- "Unholy Trinity" – 2:07
- "Trilby's Piano" – 2:04
- "Endless Wire" – 1:51
- "Fragments of Fragments" (Townshend, Ball) – 2:23
- "We Got a Hit" – 1:18
- "They Made My Dream Come True" – 1:13
- "Mirror Door" – 4:14
- "Tea & Theatre" – 3:24

## Musical
Townshend continuó trabajando en la historia para desarrollar un musical con la ayuda de Steve Beskrone, John Hickok, Kevin Huhn, Matt McGrath, John D. Putnam, Bree Sharp, David VanTieghem, y John Patrick Walker. Una versión de The Boy Who Heard Music debutó el 13 de julio de 2007 como parte de talleres Powerhouse Summer Theater de Vassar College. La producción estuvo adaptada y dirigida por Ethan Silverman y fue presentada en el escenario con diálogos. Las canciones en esta adaptación fueron:
| Primer acto - "Prelude" - "Pick Up the Peace" - Ray - "In the Ether" - Josh, Ray - "God Predicts Marty Robbins" - Gabriel, Ray - "Unholy Trinity" - Gabriel, Josh, Leila - "Trilby's Piano I" - Gabriel - "I Can Fly" (by Rachel Fuller) - Leila - "There's No Doubt" - Gabriel, Josh, Ray - "Endless Wire Prelude" – Josh, Leila, Gabriel, Ray - "Sound Round" - Ray and Company - "Real Good Looking Boy" - Ray, Josh, Gabriel - "Trilby's Piano II" - Trio - "Fragments" - Company - "Endless Wire" - Company | Segundo acto - "We Got a Hit" - Company - "She Said He Said" - Gabriel, Leila - "Uncertain Girl" - Josh - "Heart Condition" - Leila - "It's Not Enough" - Gabriel, Josh, Leila - "They Made My Dream Come True" - Ray - "In the Ether" - Ray - "Trilby's Piano III" - Gabriel, Josh, Leila - "Mirror Door" - Company - "Fragments" - Company - "Tea & Theatre" - Ray, Josh, Leila |